# Missulena hoggi
Espèce
Synonymes
- Eriodon incertum Hogg, 1901 nec O. Pickard-Cambridge, 1877

Missulena hoggi est une espèce d'araignées mygalomorphes de la famille des Actinopodidae.

## Distribution
Cette espèce est endémique d'Australie-Occidentale.

## Étymologie
Cette espèce est nommée en l'honneur d'Henry Roughton Hogg.

## Publications originales
- Womersley, 1943 : A revision of the spiders of the genus Missulena Walckenaer 1805. Records of the South Australian Museum, vol. 7, p. 249-269 (texte intégral).
- Hogg, 1901 : On Australian and New Zealand spiders of the suborder Mygalomorphae. Proceedings of the Zoological Society of London, vol. 1901, no 2, p. 218-279 (texte intégral).